# جبرتي الستينات

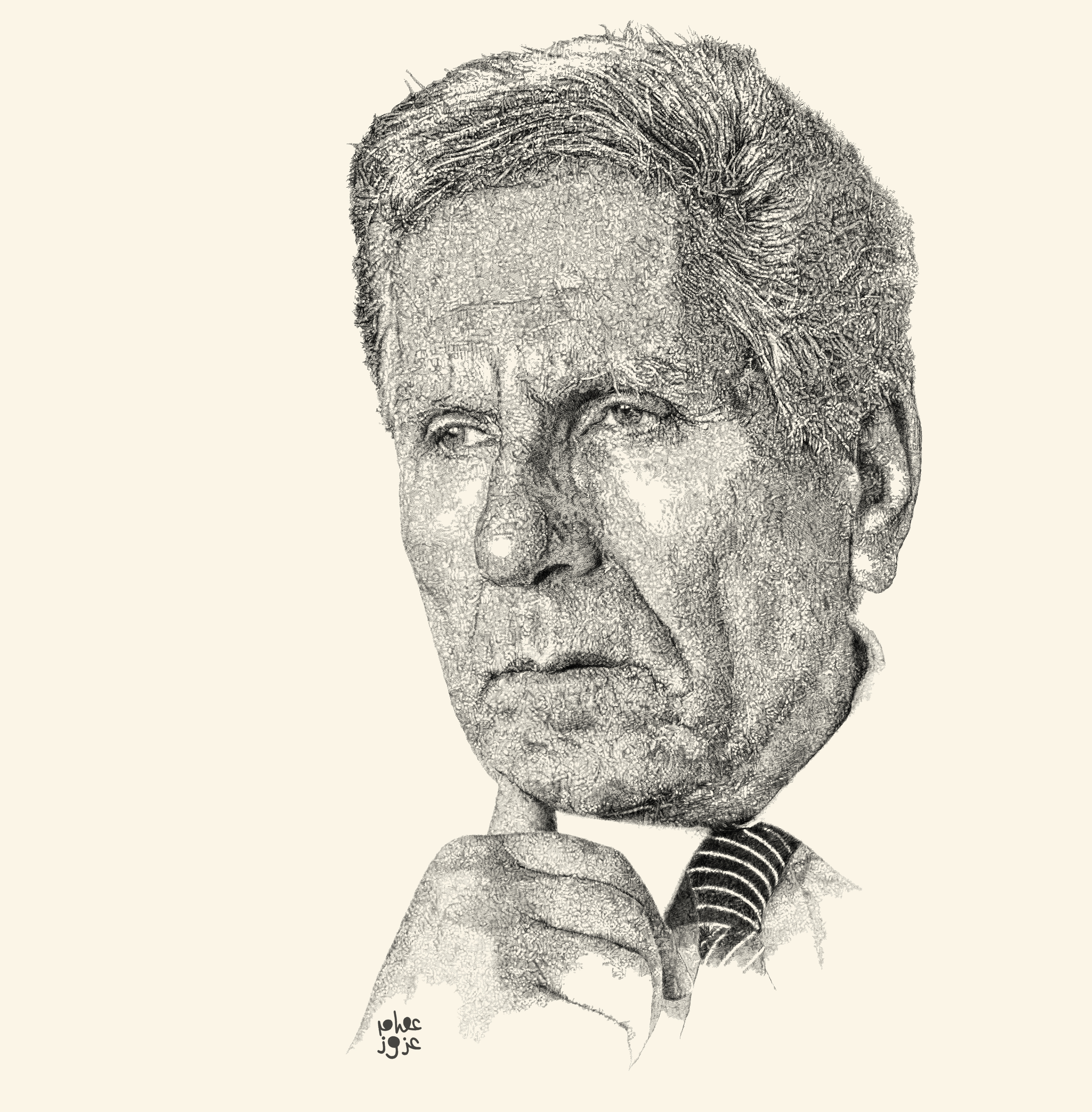
يوسف إدريس

جبرتي الستينات كتاب للدكتور يوسف إدريس صدر عام 1984  عن دار نشر «مكتبة مصر» والكتاب عبارة عن مجموعة مقالات للكاتب، وقد انتشر هذا الكتاب وذاع صيته، وتُرجم للعديد من لغات العالم، ويعتبر كتاب جبرتي الستينات أحد أعمال يوسف إدريس الأدبية الهامة، فهو من أعمال إدريس المقالية والفكرية المشهورة، والتي يناقش إدريس فيها بعض الأحداث التاريخية والمواقف الشخصية كما تطرق للأحداث الأدبية والفنية في فترة الستينات. يحلل يوسف إدريس ويفسر في هذا الكتاب بعض الحركات الثقافية والأدبية بعين الخبير والناقد، كما أخذ إدريس في دراسة وتحليل دقيق لأحوال المجتمع المصري في فترة الستينيات، موضحًا التقلبات التي مر بها وانعكاس ذلك عليه.

## المقدمة
كتب يوسف إدريس في مقدمة الكتاب:
لم أكن في نيتى أن أفعل هذا، ولكن الأصدقاء والقراء تكاتفوا علي وأرغموني إرغاماً أن أصدر هذه اليوميات في كتاب قائلين، على سبيل الحجة: إن كل مجد الجبرتى أنه كتب يومياته عن أواخر حكم المماليك والحملة الفرنسية وما تلاها، وما كان يؤرخ لها أو يطمع أن يذكره التاريخ، كل ما في الأمر أنه كان صادقاً مع انفعاله بالموقف اليومي وبالتالي المصيري لما يحدث في مصر.
وقد كنت أنت - يقصدون أنا كذلك - ملتصقاً بيوم شعبك أقصى الالتصاق منذ كتبت رانيًا إلى ثورة وأنواع كريمة من الحياة وضعت ثلاثة أرباع طاقتك الكتابية في يومياتها خلال الستينات، فكيف تترك هذا، «لدشت» الصحف ومجلداتها؟ إنه ماضٍ حدث في الستينات ولكنه واقع يحدث حتى اليوم. فلماذا لا تجعل منها كتاب يوميات؟
وهأنذا بناء على رغبتهم أفعل
وهذه المرة مؤمن تماماً بما أفعل
فليقرأها القارئ
وليترك نفسه على سجيتها وهو يقرؤها ويستقبلها، فأنا لم افندها حسب المواضيع وإنما حسب الوحى وتاريخ نشرها، كما تركت نفسى أنا على سجيتها وأنا أكتبها وأرسلها
وليس لى أي مطمع في ذكر تاريخي أو أدبي
حتى لو كانت قد استغرقت ثلاثة أرباع طاقتي أو عمري.

## محتويات الكتاب
نحن في حاجة إلى كمادات (عن الحركة الفنية والأدبية التي تمر بفترةٍ عصيبة)
السندباد منسي (سرد لكفاح ونجاح الدكتور منسي في إنجلترا)
أهم قرار (عن وحدة مصر وسوريا ووحدة القرار ضد أعداء الأمة)
عنتر وجولييت (عن رواية الكاتب يحيى حقي «عنتر وجوليت»)
خواطر (مقالة صغيرة عن تحول الشاعر إلى مذيع إعلانات تجارية)
في انتظار الانفجار (عن متابعة الشارع المصري لبناء السد العالي)
فنانةٌ جديدة (عن كالرييا فيدتشفيا نجمةٌ من نجوم فرقة باليه ليننجراد)
وقفات سريعة أول الطريق (أول الطريق الحقيقي لاستعادة فلسطين)
عمل كبير (عن المسرحية المصرية «بلدتنا» للكاتب ثورنتونُ وايلدر)
قهر الإيمان (عن الشاعر السوفييتي الشاب إيفتشنكو)
الرجل الذي حسدتُه (عن الأديب الروسي تولستوي وزيارة قبره)
يوميات (المسرح القومي المصري يقدم مسرحية إدريس «اللحظة الحرجة»)
سرير واحد يتنازعه 3000 إنسان (رفض إدريس تأميم الطب في مصر)
عبد الوهاب ضحك علينا وعلى وزارة الثقافة (عن تقديم الأوبريت على المسرح المصري)
مرة أخرى، عبد الوهاب والأوبريت (عن إحجام الموسيقار عبد الوهاب عن تقديم الأوبريت المسرحي)
ليلة وراء الكاميرا (حقيقة المجهود الشاق الذي يتكبده العاملون في الحقل السينمائي)
البلد، بلدنا كبر (عن شوارع القاهرة)
الدعاية العملية (عن الموقف المرفوض من الإعلام المصري تجاه الأعداء)
أيام في التليفزيون (تجربة إدريس في استوديوهات التليفزيون)
جوائز الدولة (عن الثورة وما يحدث بعدها من تجميد الأوضاع)
أنا أزاول السياسة كصحفي (حوار مع محمد حسنين هيكل)
بدأ إدريس هذا الفصل قائلاً في وصف الصحفي "محمد حسنين هيكل": "سريع الحركة، سريع الفهم، سريع الإجابة، ومن الثانية الأولى تجد نفسك منجذبًا إلى ملامحه الدائمة التغير والانفعال... ذلك هو محمد حسنين هيكل أصغر من تولى رئاسة تحرير الأهرام.
قابلت سارتر في الكافتريا (لقاء بين إدريس وسارتر في مؤتمر بفيينا)
الطبيبة التي قالت إن دراسة الطب لم تُفقدها أنوثتها (لقاء إدريس بطبيبة امتياز نجحت في الاحتفاظ بالطب مع الأنوثة)
عشيق الليدي تشاترلي وقضية الجزائر (عن الموقف المصري من الفكر والثقافة الأوروبية)
بداية ونهاية مرة أخرى (مشاهدة ثانية ومتأنية لفيلم صلاح أبو سيف)
ولك مني أطيب التمنيات (يقدم رأي في الأديب يوسف السباعي)
لماذا نتركهم ينتظرون (عن توابع مقالة إدريس ومطالبته بتخفيض إيجار المساكن)
3 كتب (ضحكاتٌ عابسة لمحمد عفيفي، والصورة الثالثة لوسيم خالد، وكتاب عن رائد الفضاء جاجارين لعبد الله نوار وأحمد نوار)
أنخدع أنفسنا؟ (عن وفاة الضابط صلاح سالم في سن الشباب)
الحامية وإيفان جيب والوشم الأخرى (عن زيارة إدريس مع محمود السعدني لبورسعيد لمتابعة جلاء القوات البريطانية)
درس من سبندر (مطالعة كتاب «أولاد العم وقصص أخرى» للشاعر البريطاني ستيفن سبندر)
العجوز والصحراء (عن هبوط القوات البريطانية على أرض الكويت)
الشعر والبوتاجاز (مطالعة لديوان شعر الشاعر صلاح عبد الصبور)
الجزائر في خطر (عن معارك الجزائر وأحمد بن بيلا)
مرحباً بزافاتيني، ولكن... (عن تعاون السينما المصرية والإيطالية)
ليس بمستوى المعيشة وحده (عن طبيب جراح مصري يقيم في بيفرلي هيلز)
فيلم الخرطوم (عن مشاهدة إدريس ورفضه للفيلم في شيكاغو)
دكتور زيفاجو (رأي مغاير عن الفيلم، لا يضعه في نفس مكانته العالمية)
سيد درويش (إشادة بفيلم أحمد بدرخان «سيد درويش»)
واحد من مطربي العشرين مليون كادح (عن المطرب محمد المحلاوي الشهير بأبي دراع)
أمريكي يتساءل: هل عندنا حرية؟ (رسالة من أستاذ جامعي مهتم بأمور الشرق الأوسط تحوي سؤال عن الحرية)
إلى أين أيها السادة؟ (عن كتاب وفنانين باب النشر موصد أمامهم)
لغز صلاح جاهين (يذكر إدريس إنه لا يمكنك أن تحَّل لغز صلاح إلا إذا شاهدتَه وهو يمثل)
من شرفة المجلس (خلاف بين نواب مجلس الأمة وعلي صبري رئيس الوزراء)
القنبلة الثالثة (خواطر عن مسرحية «القنبلة الثالثة» لمصطفى مشعل)
ذرة إنسانية يا ناس (عن رفض شكاوى القراء إلى إدريس)
سستر أكتورا (عن راهبة تهب كل حياتها لمعتقد أو فكرة)
صديقي العائد (عن الصحفي والكاتب صلاح حافظ)
نغمة اليوم في العراق (يرصد إدريس زيارته للعراق)
جربت فيه كل المذاهب (عن عقائد ومبادئ العراقيين)
نغمة العام (عن رئيس العراق عبد السلام عارف)
البلد الذي يحكمه البروفيسورات (في وصف بولندا)
المشكلة النظرية في بولندا (المشكلة الاشتراكية كما يراها البولنديون)
لا تناقُض بني الخبز والحرية (عن مراكز القوة وحرية النقد)
التطورات الأخيرة في الجزائر ليست مفاجأة (وضع الجزائر بعد الاستقلال)
هل انتهى الصراع في الجزائر (الفَخ الذي نصبته فرنسا وسقط فيه الزعماء)
بن بيلا لم يحصل على 99% (عن الواقع الجزائري بعد الاستقلال)
شكرا للتعبئة (عن الكتاب السنوي للإحصاءات العامة للجمهورية العربية المتحدة 1952 – 1960)
في سطور (عن ضعف معاشات التقاعد)
ليس اتهاما للأطباء (ولكنه اتهام لبعض الأوضاع التي عانينا منها)
اللعبة القادمة (عن ثورات الشعوب العربية)
حظ الشرقية السيئ (عن كيفية توزيع الميزانيات على المحافظات المختلفة)
حين كشف الدكتور أنور المفتي على القرية (تقرير عن العلاج في الوحدات الريفية الجديدة ومحاولةً إدراك مصاعبها) 

## نقد وتعليقات
نشر عاطف النمر على صفحات جريدة أخبار اليوم في 7 يوليو 2021 مقالاً للدكتور يوسف إدريس تحت عنوان «ملحوظة هامشية جِدًّا» (جاءت هذه المقالة أيضاً في كتاب إدريس الأب الغائب) يدافع فيها عن كتاباته التي بعدت عن «القصة» و«المسرحية» واتخذت شكل «المقالة» جاء فيها: «هذه الكتب التي أصدرتُها منذ بدأت كتابة باب» من مفكرة يوسف إدريس«في الأهرام كل يوم إثنين، ألقَتْ عليَّ شخصيًّا وعلى الحركة الثقافية والفنية المصرية والعربية سؤالًا لا يزال إلى اليوم مطروحًا، ولا زلتُ أُواجَه بالتساؤل في كل مكان: لماذا قلَّلتَ كثيرًا من إنتاجك القصصى والمسرحى، وكدتَ تتفرَّغ لكتابة المفكرة؟ صحيح إنها هامة - هكذا يقول المتحدث أو المتسائل - وتتناول أخطر القضايا الثقافية والسياسية والاجتماعية في حياتنا، ولكننا نضنُّ بكاتب القصة (وهنا يُضْفُون عليَّ ألقابًا لا أعتقد أنى أستحقها)، نضنُّ بهذا الكاتب أن يُنفق جهده في هذا الجانب الصحفى، المفكِّرة، ولا يتفرَّغ كليةً لقصصه ولمسرحه»، ويسرد إدريس أهدافه وينتهي قائلاً: «هذه مقالات» رأي«وليست أعمالًا فنية. والفرق بين مقالة الرأى والعمل الفنى الذي أكتبه، هو الفرق بين أي موضوع تقرؤه في هذا الكتاب وبين هذا الموضوع نفسه لو كُتب على هيئة مقالة رأى، لها مقدمة ومدخل ووسط وعرض ونتيجة، والمسألة في الحقيقة ليست موضوعى البتَّة، وإنما هي موضوع ناقد خلَّاق جريء يتفحَّص الكتب التي أخرجتُها منذ بدأت كتابة المفكرة؛ وهي:» من مفكرة د. يوسف إدريس«جزء أول وثانٍ، و» الإرادة«، و» جبرتى الستينات«، و» عن عمد اسمع تسمع«، و» بصراحة غير مُطلَقة«، و» اكتشاف قارة«، و» م. د. م«، و» عزف منفرد«، و» خلو البال«، وإذا نظَرَ ذلك الناقد الذي أرجوه بتجرُّد أو بجرأة، وبرؤية تستكشف وتكتشف وتخلق، كما لا بد لأى ناقد حقيقى أن يفعل، فسوف يَطلع علينا برأى - كما ذكره الشاعر الكبير فاروق شوشة في أمسية ثقافية - رأى فيه مفاجأة لنا جميعًا، لكم ولي».
كتبت منى أحمد في صحيفة صدى البلد في 5 أغسطس 2020 مقالة تحمل عنوان الكتاب «جبرتي الستينات» جاء فيها: «كانت أعماله بمثابة رصد تاريخي لواقع المصريين».
كتب موقع نوفيل فليكس: «في هذه الصفحات يجول بنا» يوسف إدريس«في مجموعة منَ المقالات الَّتي دونها عن فَترة ستينيَات القَرن العِشرين، وينتقِد فيها بعض الكتب لكبار الأُدباء، ويقدِم رؤيتَه حِيال عُروض مَسرحية عالَمية ومحلِّية، ويَستحِثُّ الهِممَ ويَرجُو مِن مُفكِّري الأُمَة البحث عن حلول ذات جدوى للخروج منَ الأَزمةِ السياسية التي يَعيشها العالَم العربي بِسبب أَزمةِ فلسطين، ولمْ يَفت الأَديب الثائر أنْ يَنتقِد بعض الأحوال الاجتماعية والاقتصادية في مِصرَ لا سِيما في ظلِ مُعارضتِه لِلنظام السياسيِ القائم وقتَذاك».
كتب محمد عبد الرحمن في صحيفة اليوم السابع في 19 مايو 2021: "للأديب الراحل كم هائل من المقالات المشورة لا تقل إبداعا عن أعماله الأدبية الأخرى، كانت له فيها خصوصيته فأدخل العامية في الفصحى، ومزج بين ذوق النخبة والحس الشعبي، وبروح نقدية ورؤية واعية استطاع أن يكون معبرا عن النخبة والجمهور العادى معا ومن سلسلة مقالاته الشهيرة: "بصراحة غير مطلقة"، "شاهد عصره"، «جبرتي الستينات»، "انطباعات مستفزة«، و» مفكرة يوسف إدريس".
يروي جابر عصفور في 6 أكتوبر 1999 عن الدكتور يوسف إدريس قوله: «كان يوسف إدريس من الذين يستطيع أحد نسيانهم أو عدم الانتباه إلى حضورهم، فقد كانت حياته المتوقدة بالتوتر كالعاصفة التي لا تهدأ ولا تستريح، ولا تترك لغيرها سبيلا إلى الراحة أو الهدوء، وقد تعودنا منه في حياته ان يشد اليه الأعين والآذان، ويفرض على كل من حوله اليقظة إلى كتاباته وممارساته، تلك الكتابات التي كان ينظر اليها بوصفها غاية وجوده والهدف من حياته. ولا احسبني عرفت في حياتي أديبا ينطوي على كل هذا القدر من التوتر والقلق والرهافة والعنف مثل يوسف إدريس الذي كان يتحرك كالعصب العاري الذي تستفزه اية نسمة أو لمسة. وما كان لنا نحن الذين عرفناه معرفة الاصدقاء سوى الحديث حول كتاباته أو افعاله، وتحمل نزواته واندفاعاته في محبة خالصة واعجاب صادق، فقد كنا نرى حضوره بيننا عاصفة ربيعية، محملة دائما، بغبار اللقاح الواعد بحيرات إبداعية لا نهاية لها. وكانت شخصية يوسف إدريس الكاتب على قدر هائل من الغنى والتنوع، مجبولة على نهم دائم للمعرفة، ورغبة متصلة في الابداع، وشبق مجنون لاختراق أسرار المحرمات السياسية والاجتماعية، وعشق عنيد للحضور الحيوي في الوجود، وذلك على النحو الذي كان يجذب اليه طوائف متباينة كل التباين، مختلفة كل الاختلاف، من المثقفين الذين رأوا في حضوره الإبداعي تجسيدا لكل ما حلموا به أو تطلعوا اليه».
أشاد مصطفى طاهر على موقع بوابة الأهرام في أول أغسطس 2021 بالدكتور يوسف إدريس وعبقريته التي لا يطويها الزمان وأضاف: «في كتابه «جبرتي الستينات»، وثق ما مر عليه من تحولات سياسية وفكرية خلال فترة الستينات».

## وصلات خارجية
https://www.hindawi.org/books/91849303/ جبرتي الستينات
https://gate.ahram.org.eg/News/2881700.aspx جبرتي الستينات
https://www.goodreads.com/ar/book/show/5977712 جبرتي الستينات
https://www.albayan.ae/five-senses/1999-10-06-1.1033182 جبرتي الستينات